# Hecatera
Hecatera is een geslacht van nachtvlinders uit de familie Noctuidae.

## Soorten
- H. accurata Christoph, 1882
- H. agrapha Boursin, 1960
- H. bicolorata

Tweekleurige uil Hufnagel, 1766
- H. cappa (Hübner, 1809)
- H. constantialis Boursin, 1960
- H. corsica (Rambur, 1832)
- H. deserticola Staudinger, 1879
- H. digramme Fischer de Waldheim, 1820
- H. dysodea

Kompassla-uil (Denis & Schiffermüller, 1775)
- H. fixseni Christoph, 1883
- H. maderae Bethune-Baker, 1891
- H. weissi (Draudt, 1934)

### Foto's

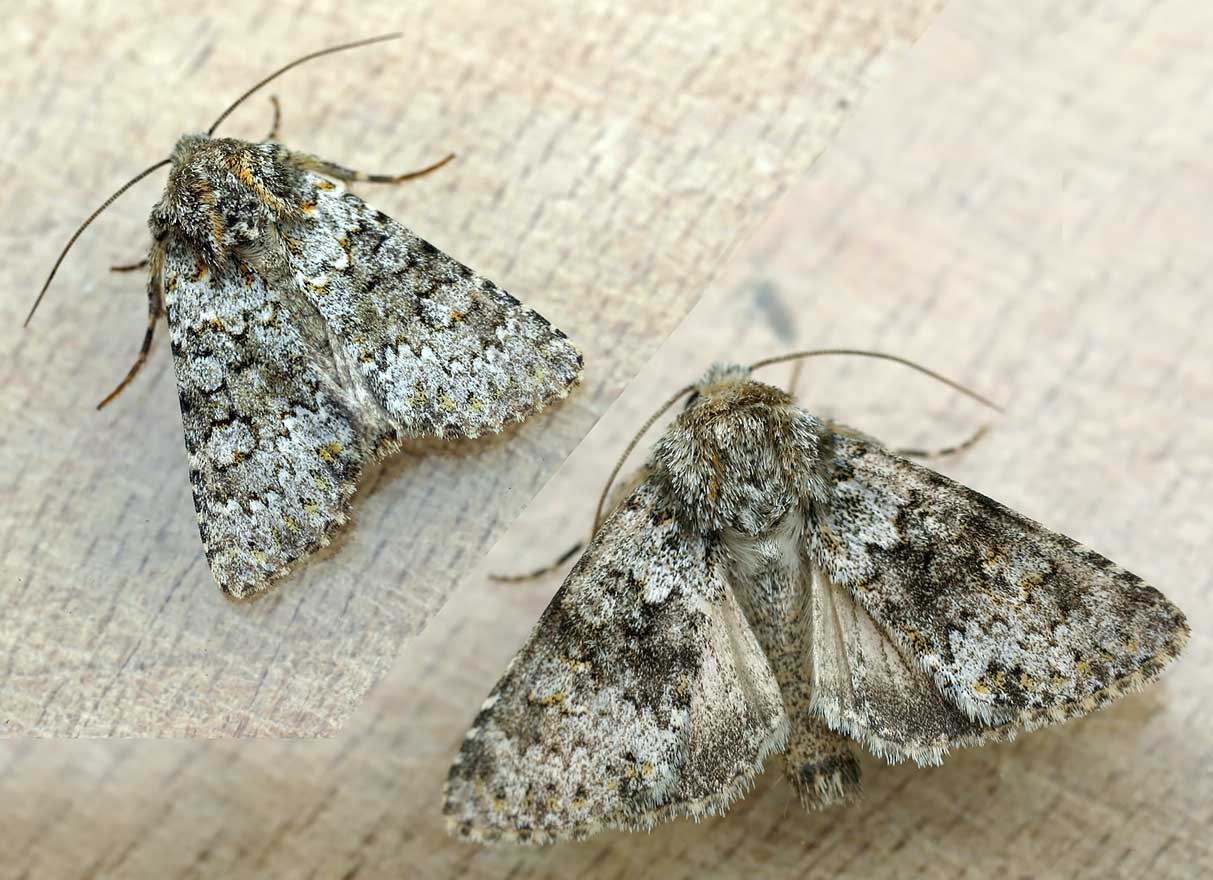
Hecatera dysodea Kompassla-uil